# Polonje Tomaševečko
Polonje Tomaševečko is een plaats in de gemeente Sveti Ivan Zelina in de Kroatische provincie Zagreb. De plaats telt 42 inwoners (2011).